# Benny Hinn
Tofik Benedictus "Benny" Hinn (sinh ngày 3 tháng 12 năm 1952), là nhà thuyết giảng trên truyền hình thuộc giáo phái Ngũ Tuần, được biết đến bởi các "Chiến dịch Phép lạ" - chuyên thuyết giáo phục hưng và chữa bệnh bằng đức tin – được tổ chức thường xuyên tại các sân vận động rộng lớn ở các thành phố chính. 

## Tiểu sử
Benny Hinn được trưởng dưỡng trong đức tin Chính Thống giáo Hi Lạp, theo học Trường Trung học Georges Vanier ở Toronto, Canada, lúc ấy còn mang tên Teufik Hinn.
Theo lời tự thuật, cha của Hinn là thị trưởng thành phố Jaffa, Israel; còn Hinn là một cậu bé cô độc và mắc tật nói lắp, nhưng lại là một học sinh xuất sắc. Tuy nhiên, những người phê phán Hinn đưa ra những nghi vấn về tính xác thực của các chi tiết này.
Hinn viết rằng vào ngày 21 tháng 12 năm 1973, ông đi bằng xe buýt từ Toronto đến Pittsburg để tham dự một "buổi nhóm phép lạ" dưới sự hướng dẫn của Kathryn Kuhlman. Dù chưa bao giờ tiếp xúc với Kuhlman, Hinn thường đến tham dự các "buổi nhóm chữa bệnh" của bà, cũng như thường nhìn nhận Kuhlman là người có ảnh hưởng trên ông.
Năm 1983, Hinn thành lập Trung tâm Cơ Đốc Orlando. Năm 1999, ông chuyển giao nhà thờ này cho Clint Brown rồi đến Grapevine, Texas.
Hinn kết hôn với Suzane Harthern và hiện đang sống ở Dana Point, California.

## Mục vụ và Thần học
Benny Hinn nổi tiếng với phong cách màu mè, phô trương và thường gây tranh cãi, với tâm điểm là hiện tượng được gọi là "bị giết bởi Thánh Linh" – những người tham dự buổi nhóm bị mất khả năng kiểm soát thân thể và đổ sụp xuống đất khi được đặt tay, theo điều họ gọi là "tiếp xúc với quyền năng của Thiên Chúa". Hinn tự nhận có khả năng chữa bệnh bằng đức tin.
Hinn dẫn một chương trình dài ba mươi phút có tên This Is Your Day, được phát trên sóng của các đài truyền hình Cơ Đốc như Trinity Broadcasting Network (TBN), Daystar Television Network, Revelation TV, The Christian Channel, Vision TV, INSP Networks, và The God Channel. Ông cũng thường xuyên tổ chức các "Chiến dịch Phép lạ"- các buổi tụ họp thuyết giảng phục hưng và chữa bệnh bằng đức tin.
Trong nhiều khía cạnh, Hinn rao giảng những điều tương tự với học thuyết Lời của Đức tin, với sự tập chú vào việc chữa bệnh.
Theo Ole Anthony, cuốn phim Leap of Faith của Steve Martin đã "mô phỏng hình mẫu của Benny Hinn".

## Phê phán
Tháng 3 năm 2005, Ministry Watch - một tổ chức Tin Lành độc lập chuyên khảo sát tính minh bạch về tài chính, cũng như tính hiệu quả trong việc sử dụng tiền quyên góp của các tổ chức Cơ Đốc, để đưa ra những khuyến cáo thích hợp cho người đóng góp – đã phổ biến một cảnh báo cho rằng "những chi tiêu xa xỉ của gia đình Hinn cho thấy Tổ chức Benny Hinn đã quyên góp tiền bạc cao hơn hơn mức cần thiết rất nhiều" và khuyến cáo các tín hữu nên "cầu nguyện và xem xét việc ngưng đóng góp cho Benny Hinn", cũng như cầu nguyện để Hinn ăn năn tội và quay trở lại. Tổ chức Benny Hinn không chịu gia nhập Hội đồng Tin Lành về Trách nhiệm Tài chính (Evangelical Council for Financial Accountability) – thành lập năm 1979 với mục tiêu khuyến khích tính minh bạch tài chính cho các đơn vị thành viên bằng cách thiết lập các chuẩn mực tài chính về quyên góp và chi tiêu, cũng như thực thi các biện pháp kiểm tra.
Hinn sống trong một tòa nhà lớn sát bờ biển trị giá khoảng 8, 5 triệu USD bên trong một khu biệt cư sang trọng có tường bao bọc ở Dana Point, California. Khi di chuyển, Hinn sử dụng máy bay riêng, lưu trú tại các khách sạn có tiền phòng mỗi đêm từ 3.000 USD trở lên. Tháng 12 năm 2006, Hinn đưa ra lời kêu gọi quyên góp để mua thêm một máy bay phản lực Gulfstream G4SP trị giá khoảng 36 triệu USD.
Bắt đầu từ tháng 6 năm 2007, vào cuối chương trình This Is Your Day, Hinn nói rằng ông không đủ tiền trả cho TBN, và cho biết đang cần thêm tiền quyên góp để có thể tiếp tục rao giảng phúc âm trên khắp thế giới. Hinn còn cho biết do chi tiêu dành cho các chiến dịch toàn cầu, và do giá cả tăng cao nên ông không đủ tiền cho các khoản chi phí, nhưng những người sáng lập TBN, Paul và Jan Crouch, đã có thiện ý giúp đỡ.
Ngày 24 tháng 8 năm 2007, Đài CBC phát sóng chương trình the fifth estate phô bày những khuất tất trong tổ chức của Benny Hinn. Với sự trợ giúp của các nhân chứng và những máy ghi hình được giấu kín, những người thực hiện chương trình đưa ra ánh sáng những khuất tất của Benny Hinn, trong đó có hành vi biển thủ ngân quỹ, ngụy tạo các câu chuyện kể, và cung cách các nhân viên của Hinn chọn người tham dự các buổi tụ họp và đem họ lên sân khấu nhằm dàn dựng những cảnh chữa bệnh bằng phép lạ để phát trên sóng truyền hình; theo đó, những người tật nguyền trầm trọng sau khi được mời đến để phỏng vấn không được cho cơ hội xuất hiện trên sân khấu, nhưng thế vào chỗ của họ là những người bệnh nhẹ hơn. Benny Hinn thường công bố giấy chứng nhận đã được chữa lành từ các bác sĩ của bệnh nhân, nhưng trong thực tế, không hề có các giấy chứng nhận ấy.

## Trích dẫn Benny Hinn
- Linh của Thiên Chúa bảo tôi rằng một cơn động đất sẽ xảy ra tại Bờ Đông nước Mỹ trong thập niên 1990 và sẽ tàn phá rất nhiều. Không có nơi nào có thể tránh khỏi những cơn động đất xảy ra trong thập niên 90. Những ai chưa từng thấy động đất sẽ biết nó. Tôi cảm thấy Linh đang phủ lấp tôi! (Ngày 31 tháng 12 năm 1989 tại Orlando Christian Center  Lưu trữ ngày 22 tháng 5 năm 2009 tại Wayback Machine)

Nguồn: The Underground Christian Network. (Ngày 21 tháng 4 năm 2006). "Benny Hinn and Beyond: Word Faith movements hidden agenda: The Joker, The Guru and the Jack of Spades" [CD Edition 1 of 2]. SermonAudio.com.
- Chỉ còn có hai năm trước khi chúng ta được cất lên trời. Có cần phải nói thẳng ra không? Tôi không biết là có tới hai năm không. Tối nay tôi sẽ chứng minh từ Kinh Thánh rằng chưa tới hai năm nữa, trừ khi Chúa thay đổi ý định.

Nguồn: Ngày 9 tháng 11 năm 1990, Praise-a-Thon Trinity Broadcasting
- Đây là sự hiện thấy của tôi về Trinity Broadcasting Network (TBN). Sẽ có những người chết sống lại để xem mạng lưới truyền hình này. Sẽ có những người chết sống lại để xem TBN.

Nguồn: The Underground Christian Network. (21 tháng 4 năm 2006. "Benny Hinn and Beyond: Word Faith movements hidden agenda: The Joker, The Guru and the Jack of Spades" [CD Edition 1 of 2]. SermonAudio.com. Source attributes audio clip of this statement to an 19 tháng 10 năm 1999 broadcast of "Praise The Lord", Trinity Broadcasting Network.
- Trong hai năm nữa, Chúa Giê-xu sẽ tái lâm.

Nguồn: Tháng 7 năm 1997, fund-raising telethon on TBN
- Tôi không cần tiền trên thiên đàng, tôi cần tiền ngay bây giờ.

Nguồn: Bloom, John; (Reprinted on Website of Trinity Foundation, Inc.), "The Heretic", D Magazine, Tháng 8 năm 2003. URL truy cập ngày 21 tháng 10 năm 2006.
- Khi được Chúa dựng nên, Adam là một thực thể siêu nhiên … Adam có quyền cai trị các loài chim trời, điều đó có nghĩa là Adam biết bay…dĩ nhiên rồi, làm sao bạn có thể cai trị các loài chim trời khi bạn không thể bay được như chúng. Adam bay vào không gian, chỉ trong tích tắc là đến mặt trăng.

Nguồn: The Underground Christian Network. (21 tháng 4 năm 2006. "Benny Hinn and Beyond: Word Faith movements hidden agenda: The Joker, The Guru and the Jack of Spades" [CD Edition 1 of 2]. SermonAudio.com.

## Những mẩu chuyện khác
- Trong các bài giảng và các tác phẩm, Hinn thuật lại thời niên thiếu của mình là một cậu bé cô độc, mắc khuyết tật nói lắp trầm trọng, nhưng lại là một học sinh xuất sắc. Nhưng hai nhà báo G. Richard Fisher và M. Kurt Goedelman, viết cho Personal Freedom Outreach, khi điều tra quá khứ của Hinn đã nhận ra rằng những điều Hinn nói là không đúng sự thật: trong số những người biết Hinn, không ai nhớ ra Hinn đã từng nói lắp, và Hinn đã bỏ học từ lớp 11.

Illustration by 4G² Issue #191, tháng 1/tháng 2 năm 2004
- Hinn tuyên bố từng thuyết giảng tại một trường nữ Công giáo tại Jerusalem năm 1976, và "tất cả nữ sinh tại trường ấy đã được cứu rỗi, cùng với tất cả nữ tu." Bởi vì chỉ có một trường nữ Công giáo duy nhất tại Jerusalem, nên không khó khăn gì để hỏi các nữ tu sống ở đó năm 1976, cũng như Cha Dusind, cai quản các cơ sở tôn giáo từ năm 1955. Câu trả lời là "Tào lao, hết sức tào lao" Dusind nói với Fisher và Goedelman. "Không bao giờ có và không thể có được, bởi vì không một người chữa bệnh bằng đức tin hoặc một nhà thuyết giáo Kháng Cách nào được vào đây để nói chuyện với các nữ sinh".

Illustration by 4G² Issue #191, tháng 1/tháng 2 năm 2004